# After Midnight (filme)
After Midnight é um filme de drama romântico e terror estadunidense de 2019 dirigido por Jeremy Gardner e Christian Stella e estrelado por Jeremy Gardner e Brea Grant.  Estreou no Tribeca Film Festival em 26 de abril de 2019, e foi lançado em cinemas em 14 de fevereiro de 2020.

## Elenco
- Jeremy Gardner como Hank
- Brea Grant como Abby
- Henry Zebrowski como Wade
- Justin Benson como Shane
- Ashley Song como Jess
- Nicola Masciotra como Pam
- Taylor Zaudtke como Jane
- Keith Arbuthnot como A Criatura

## Recepção
No Rotten Tomatoes, o filme detém um índice de aprovação de 88% com base em 32 críticas, com uma avaliação média de 7,88/10. O consenso dos críticos do site diz: "Parte terror, parte romance, After Midnight de alguma forma consegue combinar seus ingredientes díspares e criar algo especial".